# قوقال
بقدونس بري أو القوقال (الاسم العلمي: Caucalis) هو جنس من النباتات يتبع الفصيلة الخيمية من رتبة الخيميات.